# Yamgha
Yamgha – gaun wikas samiti w zachodniej części Nepalu w strefie Lumbini w dystrykcie Palpa. Według nepalskiego spisu powszechnego z 2001 roku liczył on 883 gospodarstw domowych i 4635 mieszkańców (2585 kobiet i 2050 mężczyzn).